# Niederes Gesenke
Das Niedere Gesenke (auch Mährisches Gesenke sowie Niederes Gesenk, tschechisch Nízký Jeseník) ist ein Bergland im Osten der Tschechischen Republik. Es bildet den südöstlichen Ausläufer der Sudeten.

## Lage

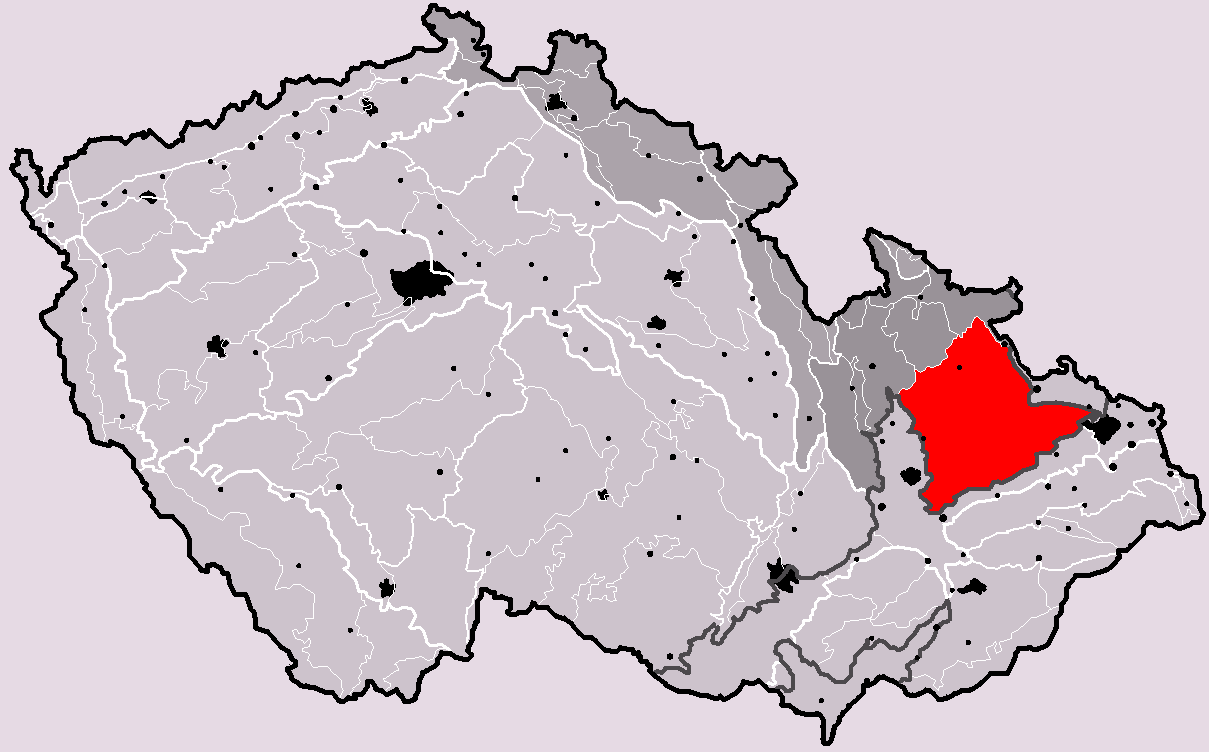
Das Niedere Gesenke innerhalb der Geomorphologischen Einteilung Tschechiens

Das Bergland befindet sich im Norden Mährens und im Süden Mährisch-Schlesiens. Es schließt sich an den östlichen Teil des auch als Hohes Gesenke bezeichneten Altvatergebirges an und erstreckt sich zwischen dem nördlich gelegenen Schlesischen Tiefland und der Obermährischen Talsenke im Süden. Gegen Nordosten erstreckt sich das Zuckmanteler Bergland. Im Osten geht es in die Mährische Pforte und das Ostrauer Becken über.
Es wird in etwa begrenzt durch die Linien zwischen den Städten Olomouc, Ostrava, Krnov und Uničov.
Das Niedere Gesenke erstreckt sich in Mähren und in Mährisch-Schlesien, im Moravskoslezský kraj und im Olomoucký kraj (in den Bezirken Okres Bruntál, Okres Nový Jičín, Okres Olomouc, Okres Opava, Okres Ostrava-město sowie Okres Přerov).

## Höhe
Die Meereshöhe des Berglands beträgt zwischen 400 und 600 m. Der höchste Gipfel Slunečná (Sonnenberg) im Westen erreicht 800 m. Nach Osten nimmt die Höhe bis auf ca. 350 m ab. Weitere Gipfel sind: Fidlův kopec (Friedlhübl, 680 m), Strážná (641 m), Vrchy (540 m) und Hůrka (530 m).

## Geologie

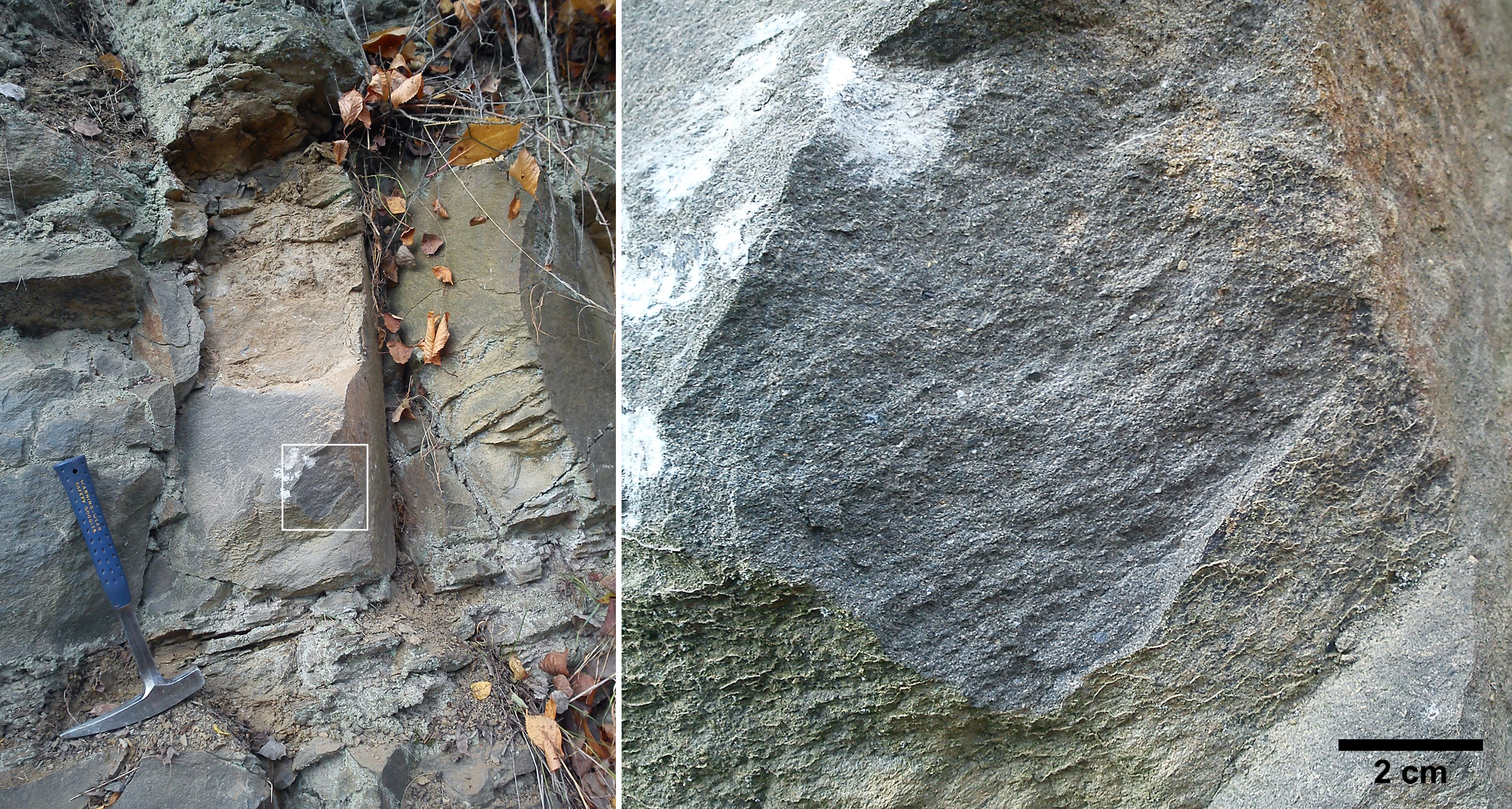
Detailaufnahmen einer karbonischen Grauwacke-Tonschiefer-Wechselfolge im auflässigen alten Steinbruch von Výkleky im äußersten Süden des Niederen Gesenkes

Das Niedere Gesenke ist ein Bergland mit Relikten vulkanischer Tätigkeit. Der überwiegende Teil der dort ausbeißenden Gesteine sind Sedimentgesteine des Kulm, die hervorgegangen sind aus älteren Vorgängersedimenten und Vulkaniten, die durch intensiven Vulkanismus am devonischen Meer entstanden. Im Tertiär wurde aufgrund der orogenen Prozesse das Niedere Gesenke herausgehoben, während das Obermährische Becken und der Glatzer Kessel abgesenkt wurden. Die entstehenden Bruchlinien der Erdkruste ermöglichten vulkanische Aktivität und so bildeten sich die kleinsten Vulkane Tschechiens:
- Červená hora (Rothenberg)
- Velký Roudný (Großer Rautenberg, 750 m)
- Malý Roudný (Alter Rautenberg)
- Uhlířský vrch (Köhlerberg)
- Venušina sopka (Messendorfer Berg/Venusberg)

Die letzteren zwei Vulkane waren noch im frühen Quartär aktiv.
Das Gebiet war für den Erzbergbau von Bunt- und Edelmetallen bekannt.

## Landschaftliche Gliederung
Das Niedere Gesenke gliedert sich in die geomorphologischen Einheiten Brantická vrchovina, Bruntálská vrchovina, Domašovská vrchovina, Oderské vrchy (Oderbergland), Slunečná vrchovina (Sonneberger Hügelland), Stěbořická pahorkatina (Stiebrowitzer Hügelland), Vítkovská vrchovina (Wigstadtler Berge) und Tršická pahorkatina (Trschitzer Hügelland).

## Gewässer
Das Niedere Gesenke wird von der Oder (Nebenflüsse: Moravice, Oppa) und der March (Nebenflüsse: Oskava (Oskawa), Sitka, Bystřice (Feistritz)) entwässert und bildet damit einen Teil der Europäischen Hauptwasserscheide. Ferner existieren zwei Trinkwasser-Talsperren: Slezská Harta und Kružberk.